# Eugenia chacoensis
Eugenia chacoensis är en myrtenväxtart som först beskrevs av Carlos Maria Diego Enrique Legrand, och fick sitt nu gällande namn av Eberhard Max Leopold Kausel. Eugenia chacoensis ingår i släktet Eugenia och familjen myrtenväxter. Inga underarter finns listade i Catalogue of Life.